# Битва за Броды (1944)
Битва за Броды — сражение, произошедшее 13 — 22 июля 1944 года возле города Броды Львовской области между 13-м корпусом 4-й танковой армии вермахта, в состав которого входила дивизия СС «Галичина», и советскими войсками 1-го Украинского фронта. Является частью Львовско-Сандомирской операции.

## Оперативно-тактическая обстановка
На 13 июля 1944 года линия фронта в Западной Украине проходила по линии Ковель — Тернополь — Коломыя. Немецкое командование отдало приказ о строительстве трёх укрепленных линий, но из-за стремительного наступления советских войск было построено всего две.
В период с апреля по июнь 1944 года советское командование перегруппировало части Красной Армии по всей ширине 500-км фронта с целью подготовки стратегической наступательной операции, которая получила название Львовско-Сандомирской. Целью операции было овладение Западной Украиной и Южной Польшей. Согласно замыслу советского командования, предусматривалось нанесение двух концентрирующих ударов с целью прорыва немецкой линии укреплений: удар 3-й гвардейской и 13-й армиями с юга Волыни в направлении на Раву-Русскую, и удар 60-й и 38-й армиями из района Тернополя в направлении Львова. После прорыва фронта в коридоры должны войти бронетанковые и механизированные дивизии с целью окружить и уничтожить немецкие войска в районе города Броды. План был утвержден командованием 1-го Украинского фронта 10 июля. Начало осуществления наступления назначено на 13 июля.
Красной Армии противостояла немецкая группа армий «Северная Украина» со штабом во Львове. Она была значительно ослаблена из-за переброски 6 дивизий на белорусский фронт, где немецкие войска потерпели тяжелое поражение. В апреле 1944 года пост командующего «Северной Украины» занял генерал-фельдмаршал Модель. Успешные военные операции советских войск на Украине и в Белоруссии привели к значительным потерям вермахта. Недостаток живой силы на фронтах заставил немецкое командование направить дивизии, сформированные из национальностей, проживающих на территории СССР. В мае в Нойхаммере завершилось формирование 14-й гренадерской дивизии Ваффен СС «Галичина». 28 июня 1944 года по приказу командующего группой «Северная Украина» генерал-фельдмаршала Вальтера Моделя дивизия была введена в состав 13-го корпуса 4-й танковой армии, которая держала оборону на 160-километровом участке фронта у города Броды. Дивизия «Галичина» заняла вторую (запасную) линию обороны фронта длиной 36 км. Боевой состав дивизии превышал 15 000 человек. Силы тех немецких частей, которые не успели покинуть фронт, составляли до 2 500 солдат, а отступавшие части не были достаточно боеспособны. Перед началом битвы дивизия располагала всего 50 танками и не имела прикрытия с воздуха.

## Ход битвы
13 июля войска 1-го Украинского фронта перешли в наступление на рава-русском и львовском направлениях. Части 3-й гвардейской и 13-й советских армий прорвали тактическую оборону немцев и к 15 июля продвинулись на глубину до 20 км. 16 июля в сражение была введена конно-механизированная группа, а с утра 17 июля — 1-я гвардейская танковая армия. В результате упорных боёв за 2-ю оборонительную полосу, куда из резерва были выдвинуты немецкие 16-я и 17-я танковые дивизии, к исходу 16 июля вся тактическая зона немецкой обороны была прорвана на глубину 15-30 км. 17 июля войска 1-го Украинского фронта вступили на территорию польской Галиции.
На львовском направлении ситуация складывалась более удачно для немецких войск. Создав ударную группировку из двух танковых дивизий, немецкие войска отбили наступление советских 38-й и 60-й армии и с утра 15 июля провели контрудар двумя танковыми дивизиями из района Плугов, Зборов, потеснив тем самым советские войска на несколько километров. Советское командование усилило авиационные и артиллерийские удары на этом направлении и 16 июля ввело в сражение 3-ю гвардейскую, а затем 4-ю танковые армии.
Танковые армии вводились в узкий коридор (шириной 4-6 км и длиной 18 км), образованный ударом 60-й армии. Командующий 3-й гвардейской танковой армии генерал П. С. Рыбалко 16 июля провёл свою армию в этот коридор, а 17 июля через этот проход прошла вся 4-я танковая армия генерала Д. Д. Лелюшенко. Ввод в сражение двух танковых армий на такой узкой полосе с одновременным отражением контратак является единственным случаем в истории советских операций Великой Отечественной войны.
К исходу 18 июля немецкая оборона была прорвана на обоих направлениях на глубину 50-80 км в полосе до 200 км. Советские войска форсировали Западный Буг и окружили в районе Броды группировку, насчитывавшую до восьми дивизий, в том числе и 14-ю гренадерскую дивизию СС «Галичина».
После выхода советских войск на подступы ко Львову командующий фронтом решил главные усилия сосредоточить на львовско-перемышльском направлении, чтобы завершить разгром противостоящей группировки противника и овладеть городами Львов и Перемышль. Одновременно прилагались усилия к тому, чтобы быстрее завершить уничтожение бродовской группировки и форсировать развитие наступления на станиславском (Ивано-Франковск) направлении.
Войска 60-й и 13-й армий при авиационной поддержке 2-й воздушной армии вели напряжённые бои с целью ликвидации окружённой в районе Бродов группировки. К 22 июля группировка была практически ликвидирована.
Одновременно с боями по уничтожению бродовской группировки немцев войска 1-го Украинского фронта продолжали развивать наступление на запад. К исходу 23 июля войска фронта вышли на Сан, танковые части форсировали реку и захватили плацдармы севернее и южнее Ярослава. Попытка советских войск овладеть Львовом с ходу танковыми армиями закончилась неудачно, в результате чего командование приняло решение взять город силами 60-й и 38-й армий, а танковым армиям обходить город с севера и юга. К 27 июля советские войска при поддержке польских партизан заняли города Львов и Перемышль. На станиславском направлении части 1-й гвардейской и 18-й армии 24 июля заняли Галич, 27 июля — Станислав.
К 27 июля завершился первый этап операции. Группа армий «Северная Украина» понесла большие потери и была рассечена на две части, между которыми образовался разрыв до 100 км.

## Результаты
Разгром 13-го корпуса немцев создал 1-му Украинскому фронту советских войск благоприятные условия для наступления на Львов, и в августе 1944 года полностью была освобождена Западная Украина. При этом Бродовская битва сыграла неоценимую роль для сохранения самого Львова: за время битвы немецкие части покинули город и боев во Львове почти не было.